# Chronologie de la révolution de Mars
La révolution de mars (Märzrevolution en allemand) est une révolution qui se déroule dans la Confédération germanique en 1848 et 1849. Elle est associée au Printemps des peuples, un ensemble des révolutions qui éclatèrent entre mars 1848 et la fin de l'été 1849 au sein de la Confédération germanique, dans les provinces et pays sous domination de l'empire d'Autriche (Hongrie et Italie du Nord) et du royaume de Prusse (province de Posnanie).
Sa chronologie est complexe car les événements ne peuvent pas toujours être mis en relation de manière univoque. 

## Développement pré-révolutionnaire

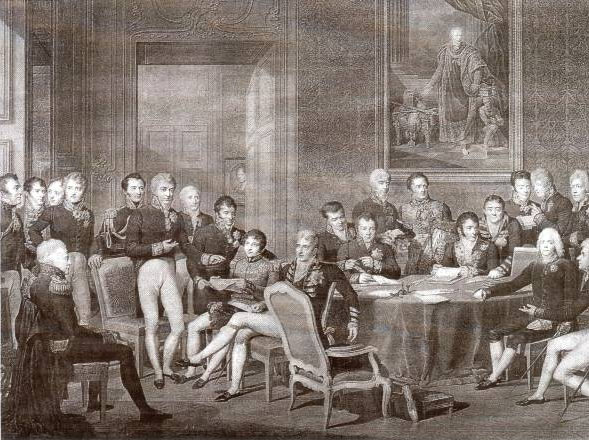
Le congrès de Vienne - gravure d'après un dessin de Jean-Baptiste Isabey, 1819

- Du 18 septembre 1814 au 9 juin 1815 : Congrès de Vienne. On y décida du « nouvel ordre » de l'Europe, enclenchant la restauration. C'est aussi le commencement de la phase du Vormärz politique.
- 18 octobre 1817 : L'unification allemande fut exigée lors de la fête de la Wartbourg[2].
- Fin de l'été et automne 1819 : Dans la plupart des pays de la Confédération germanique, les émeutes Hep-Hep aboutirent à des affrontements antisémites s'opposant à l'émancipation juive et vinrent jusqu'à prendre en certains endroits la forme de pogroms[3].
- 20 septembre 1819 : À la suite de l'assassinat du poète August von Kotzebue, les décrets de Carlsbad créèrent une assise légale à la répression des efforts démocratiques nationaux des Burschenschaften et d'autres cercles d'opposition, notamment au travers d'interdictions de groupes et d'associations démocratiques ou de la censure de la presse[4].

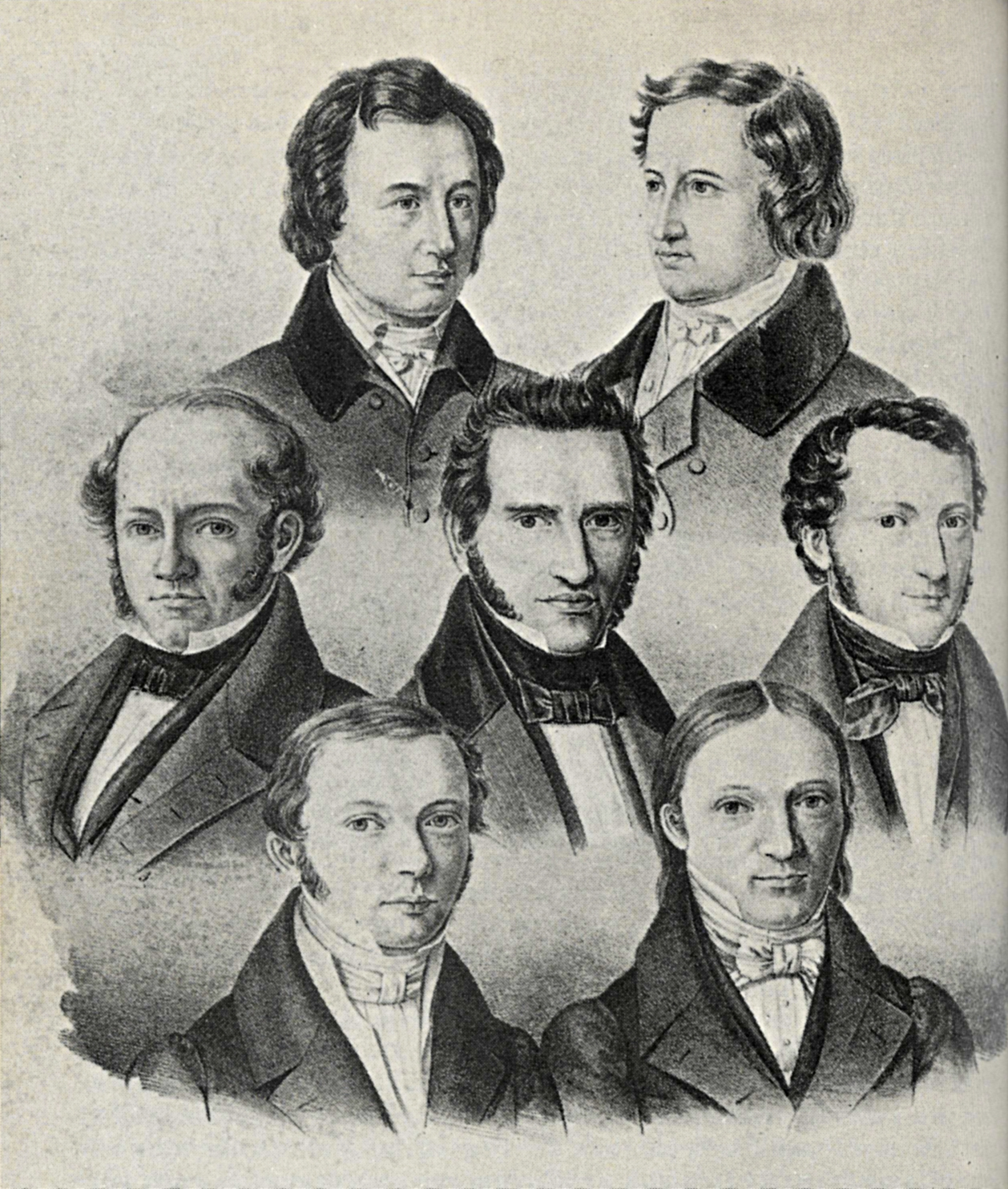
Les Sept de Göttingen. De gauche à droite et de haut en bas : (1) Wilhelm Grimm (2) Jacob Grimm (3) Wilhelm Eduard Albrecht (4) Friedrich Christoph Dahlmann (5) Georg Gottfried Gervinus (6) Wilhelm Eduard Weber (7) Heinrich Georg August Ewald. Lithographie de Carl Rohde, 1837

- Juillet 1830 : En France, la révolution de Juillet provoqua quelques soulèvements localisés dans les pays de la Confédération germanique[5].
- 27 mai 1832 : Pendant la fête de Hambach, une Allemagne unifiée et des droits démocratiques furent de nouveau exigés[6].
- 3 avril 1833 : Attaque de la Garde de Francfort, échec de la tentative de soulèvement révolutionnaire pangermaniste[7].
- 1834 : À Berne, les sociétés secrètes Giovine Italia (Jeune Italie), Junges Deutschland (Jeune Allemagne) et « Jeune Pologne » formées par des démocrates exilés se rassemblèrent au sein de la société secrète supranationale Giovine Europa (Jeune Europe) à l'initiative du révolutionnaire italien Giuseppe Mazzini[8].
- 1834 : Georg Büchner et Friedrich Ludwig Weidig diffusèrent clandestinement le libelle Le Messager des campagnes hessoises (Der Hessische Landbote)[9] avec le mot d'ordre « Paix aux chaumières, guerre aux palais ! » (Friede den Hütten, Krieg den Palästen!) dans le grand-duché de Hesse[10].
- 1837 : La lettre de protestation solennelle des Sept de Göttingen (un groupe de professeurs d'université libéraux notables, parmi lesquels on comptait les frères Grimm) contre la révocation de la constitution du royaume de Hanovre trouva un écho dans toute la Confédération germanique. Les professeurs furent renvoyés et certains, expulsés du pays[11],[12].
- Juin 1844 : Dans une partie de la Silésie, des tisserands se révoltèrent à cause de la misère (Weberaufstand)[13].
- 12 septembre 1847 : Pendant le rassemblement d'Offenburg, les politiciens badois radicaux-démocrates exigèrent des droits fondamentaux avec les « exigences du peuple[citation 1],[14] ».
- 10 octobre 1847 : Lors de la réunion d'Heppenheim, les libéraux modérés rédigèrent leur programme politique[15].

## Transition à partir de janvier 1848
- Janvier 1848 : des soulèvements révolutionnaires nationalistes contre la domination des Bourbon en Italie du sud (Sicile) et contre la domination autrichienne en Italie du Nord (Milan, Padoue et Brescia) annoncèrent les révolutions dans l'Europe entière de 1848-49[16].
- 24 février 1848 : Début de la révolution française de 1848. Proclamation de la Deuxième République. Le président du conseil, François Guizot, démissionna. Le « roi des Français » Louis-Philippe Ier abdiqua et partit en exil en Angleterre[16],[17].

## L'année 1848

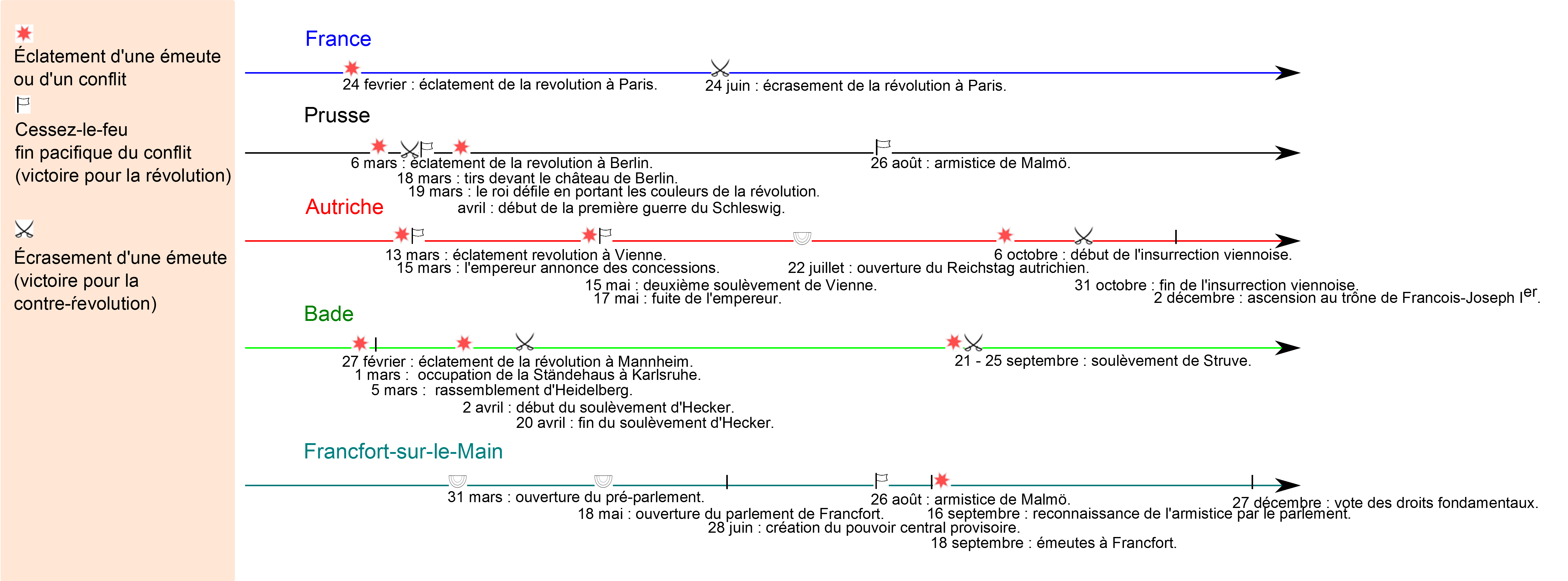
Frise chronologique de la révolution de mars en 1848 pour la France, la Prusse, l'Autriche, le Grand-Duché de Bade et Francfort.

- 27 février 1848 : Inspirée par la révolution française de 1848, la réunion populaire de Mannheim (Mannheimer Volksversammlung) donna la forme d'une pétition au gouvernement à Karlsruhe aux revendications de mars [citation 2]. Elle devint un symbole de la révolution de mars dans les pays de la Confédération germanique[18],[19].
- 1er mars : Occupation de la Ständehaus du parlement de Bade à Karlsruhe[20].
- 5 mars : Le rassemblement d'Heidelberg convoqua un pré-parlement[citation 3],[18].
- 6 mars : Début de la révolution de mars en Prusse avec les premiers troubles à Berlin[21].
- 13 mars : Début de la révolution de mars à Vienne avec l'attaque de la Ständehaus ; renvoi du chancelier Klemens Wenzel von Metternich, qui émigra en Angleterre[22],[23],[24].
- 15 mars : À Budapest, le Statthalterbeirat (l'organe administratif suprême de la partie hongroise de l'empire d'Autriche), impressionné par 20 000 manifestants, satisfit les « douze points » de revendication des intellectuels hongrois radicaux rassemblés autour de Sándor Petőfi (notamment un ministère et un parlement hongrois indépendants de Vienne, le départ de toutes les troupes autrichiennes de Hongrie, la mise en place d'une armée nationale hongroise et la création d'une banque nationale) et fit ainsi réellement du royaume de Hongrie un État indépendant[22].
- 17 mars : Milan déclara la séparation de la Lombardie de l'Autriche ainsi que son rattachement au royaume de Sardaigne[25],[26].
- 18 mars : À la lecture d'une loi édictée par le roi Frédéric-Guillaume IV à propos de réformes en Prusse, un rassemblement devant le Château de Berlin dégénéra en un combat entre citoyens et militaires. Pendant la lecture, la paisible ambiance initiale céda la place à des propos révolutionnaires jusqu'à ce que deux coups de feu fussent tirés, sans qu'on en connaisse l'origine ou la cause. Cela provoqua le revirement de l'humeur des manifestants et l'intervention de l'armée : les violents combats dans les rues où se dressèrent des barricades causèrent la mort de 303 personnes selon les autorités[27],[28].

Exposition des corps des victimes de mars, peinture à l'huile d'Adolph von Menzel, 1848

- 19 mars : Le roi Frédéric-Guillaume IV de Prusse fut contraint de paraître devant les corps des « victimes de mars » exposés dans la cour du château et de retirer son chapeau. Le 21 mars, il parcourut Berlin à cheval avec une écharpe noire, rouge et or et déclara vouloir la liberté et l'unité de l'Allemagne[citation 4],[29].
- 20 mars : Abdication du roi Louis Ier de Bavière au profit de son fils Maximilien II de Bavière à la suite des émeutes de Munich et d'autres villes de Bavière[20].
- du 18 au 22 mars : L'insurrection populaire de Milan contre la domination de l'Autriche sur la Lombardie conduisit à la première guerre d'indépendance italienne entre l'Autriche et le royaume de Sardaigne, dont les troupes soutenaient les révolutionnaires d'Italie du Nord[30].
- 23 mars : Révolution à Venise ; Daniele Manin proclama l'indépendance vis-à-vis de l'Autriche ; la ville (re)devint une république (voir République de Saint-Marc)[30].
- du 31 mars au 3 avril : Le pré-parlement[citation 3] siégea à Francfort-sur-le-Main[18].
- Début avril : Début de la première guerre prusso-danoise à la suite des soulèvements nationalistes allemands dans les duchés de Schleswig et de Holstein. Les nationalistes libéraux allemands comme les Danois revendiquèrent le Duché de Holstein qui, du point de vue formel, était encore un fief danois en union personnelle avec le Danemark[31].
- du 2 au 20 avril : Soulèvement mené par Hecker dans le Grand-duché de Bade, réclamant la république. Il fut réprimé le 20 avril et Friedrich Hecker s'exila[32].
- avril-mai : Soulèvement de Poznań mené par Ludwik Mierosławski contre la suprématie prussienne[33].
- 15 mai : Deuxième soulèvement de Vienne[34].
- 17 mai : L'empereur Ferdinand Ier d'Autriche fuit à Innsbruck sous la pression des émeutes révolutionnaires de Vienne[35].
- 18 mai : Institution du Parlement de Francfort dans l'Église Saint-Paul de Francfort, le premier parlement de toute l'Allemagne élu démocratiquement ; il devait préparer l'unité allemande ainsi qu'élaborer une constitution pour le nouvel État[36].
- du 2 au 12 juin : Le congrès panslave siégea à Prague et exigea la conversion de la « Monarchie du Danube » « en une confédération de peuples étant sur un pied d'égalité »[citation 5],[37].

La révolution de 1848 en Europe

- 16 juin : Répression du soulèvement de Prague par les troupes autrichiennes[38].
- 24 juin : Répression du soulèvement ouvrier français lors des journées de Juin à Paris. Par la suite, la contre-révolution gagna également en puissance dans les États de la Confédération germanique, et contraignit de manière grandissante les révolutionnaires à être sur la défensive[39],[40].
- 23 juillet : Les insurgés nord-italiens conduits par le royaume de Sardaigne fléchirent face aux troupes autrichiennes dans la bataille de Custoza[26].
- 6 août : Armistice entre l'Autriche et le royaume de Sardaigne[30].
- 26 août : Armistice entre la Prusse et le Danemark. Le parlement dut finalement accepter le 16 septembre l'armistice de Malmö et manifesta ainsi son impuissance. La crise provoqua de nouveaux troubles à Francfort-sur-le-Main (révolution de septembre) et dans d'autres villes allemandes[41],[42].
- 12 septembre : Le leader nationaliste républicain Lajos Kossuth devint ministre-président en Hongrie. Le titre de « roi de Hongrie » fut refusé à l'empereur d'Autriche. Cela provoqua des troubles nationalistes contre la suprématie autrichienne[26].
- 18 septembre : Combats de barricades contre les troupes prussiennes et autrichiennes à Francfort : révolution de septembre[43].
- du 21 au 25 septembre : Deuxième soulèvement badois à Lörrach ; Gustav Struve, qui proclama la république allemande le 21 septembre, fut arrêté[44].
- du 6 au 31 octobre : L'insurrection viennoise d'octobre 1848 fut réprimée dans le sang au bout de près de quatre semaines par les troupes impériales sous les ordres d'Alfred de Windisch-Graetz[45],[46].
- 9 novembre : Robert Blum, un député du parlement de Francfort, fut sommairement exécuté en dépit de son immunité parlementaire à la suite des mesures de rétorsion contre les révolutionnaires autrichiens à Vienne[43].
- 2 décembre : L'empereur Ferdinand Ier d'Autriche abdiqua et céda le trône à son neveu François-Joseph Ier d'Autriche[46].
- 27 décembre : Le parlement de Francfort vota les droits fondamentaux[47].

## L'année 1849

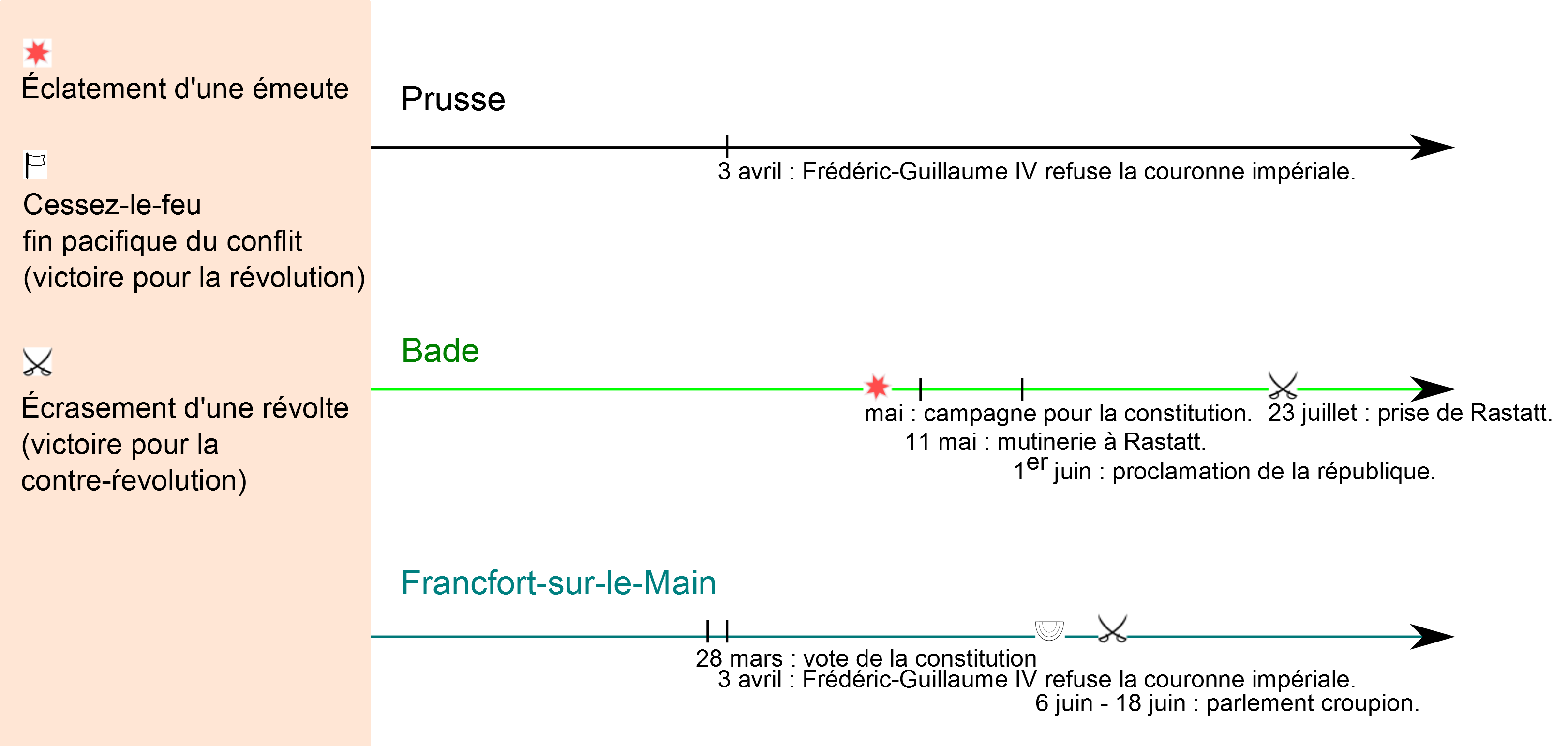
Frise chronologique de la révolution de mars en 1849

- Février-mars : De nouveaux soulèvements dans quelques régions autrichiennes d'Italie du Nord, notamment le putsch révolutionnaire contre l'archiduc Léopold II de Toscane, menèrent à une nouvelle guerre entre l'Autriche et le royaume de Sardaigne[48].
- 23 mars : Nouvelle défaite des révolutionnaires nord-italiens et du royaume de Sardaigne contre l'armée autrichienne à la Bataille de Novare[48].
- 28 mars : Le parlement adopta la Constitution de Francfort après de nombreuses controverses[43].
- 3 avril : Le roi Frédéric-Guillaume IV de Prusse refusa la couronne d'empereur proposée par le parlement de Francfort. De ce fait, l'unité allemande et la constitution de l'empire échouèrent[41],[49].
- 14 avril : La Hongrie déclara son indépendance vis-à-vis de l'Autriche et proclama la république. Peu après eut lieu la guerre d'indépendance hongroise contre l'Autriche[25].

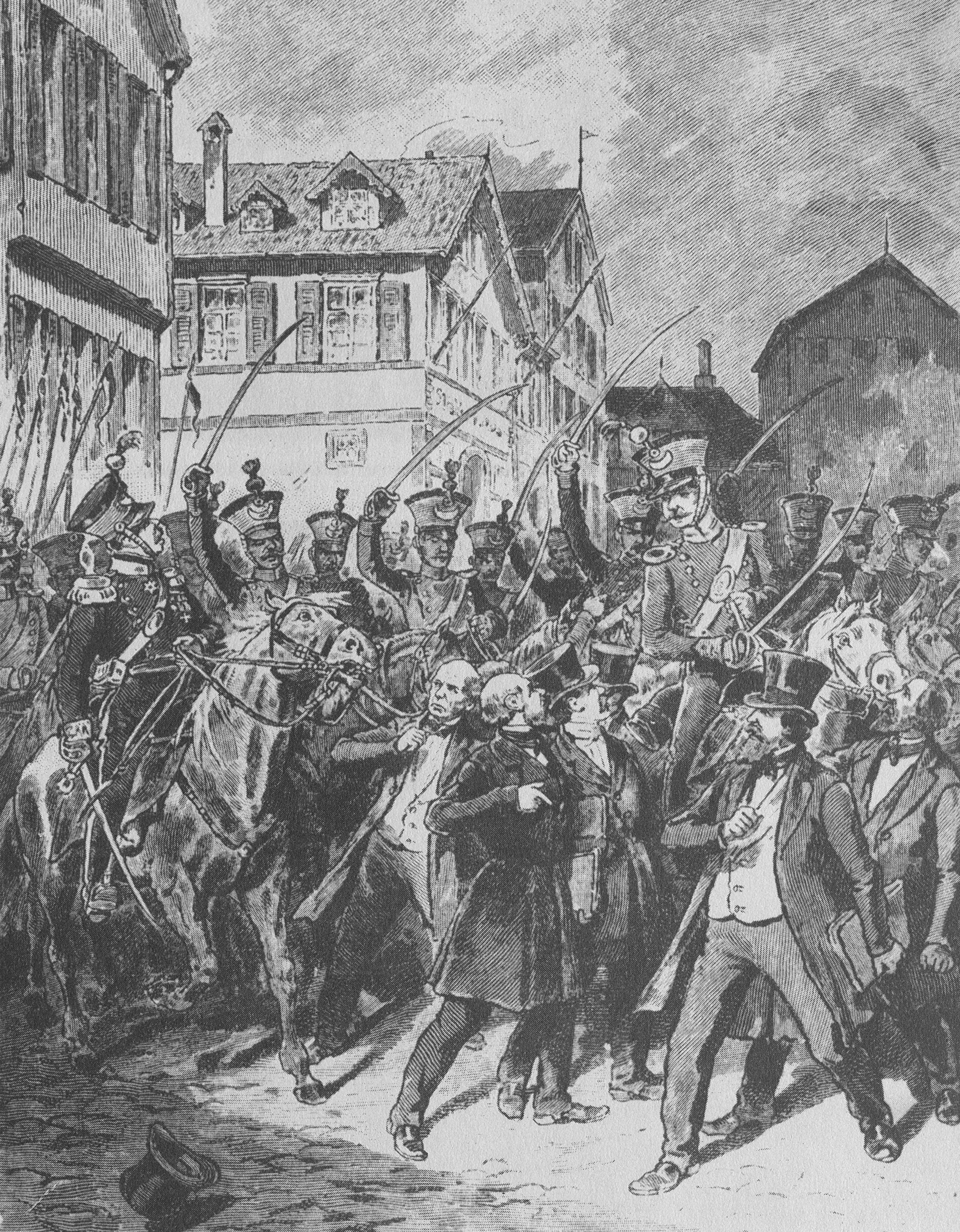
Dissolution du parlement croupion le 18 juin 1849 à Stuttgart : des dragons wurtembergeois dispersent la manifestation des députés maintenus dehors (illustration d'un livre de 1893)

- Mai : Pendant les soulèvements de mai commença la campagne de la constitution de l'Empire[citation 6] avec la tentative de faire adopter la constitution dans certains États et régions de la Confédération germanique, et ainsi d'installer une république unique. La confrontation entre la révolution et la réaction conduisit dans certains États à l'escalade d'une sorte de guerre civile. En plus du royaume de Saxe et du grand-duché de Bade, la Rhénanie prussienne et la province de Westphalie ainsi que la Rhénanie-Palatinat bavaroise par exemple furent aussi des lieux de soulèvements significatifs[50].
- Du 3 au 9 mai : La proclamation d'une république de Saxe échoua lors du soulèvement de mai à Dresde qui fut réprimé par les troupes prussiennes[50],[51].
- 11 mai : Mutinerie de la garnison badoise à Rastatt : Début du soulèvement de mai badois[52].
- 1er juin : La république fut proclamée dans le grand-duché de Bade. Lorenz Brentano prit la présidence du gouvernement provisoire. Les troupes prussiennes commencèrent à avancer contre la République badoise[50].
- Du 6 au 18 juin : Le « parlement croupion »[citation 7], comme on nomma ce qui restait du parlement de Francfort, siégea à Stuttgart, mais fut dissous le 18 juin par les troupes wurtembergeoises[53].
- 23 juillet : Prise de Rastatt par les troupes prussiennes, fin de la révolution badoise et point final symbolique de la révolution allemande de 1848-49[53].

### Répercussions jusqu'en octobre 1849

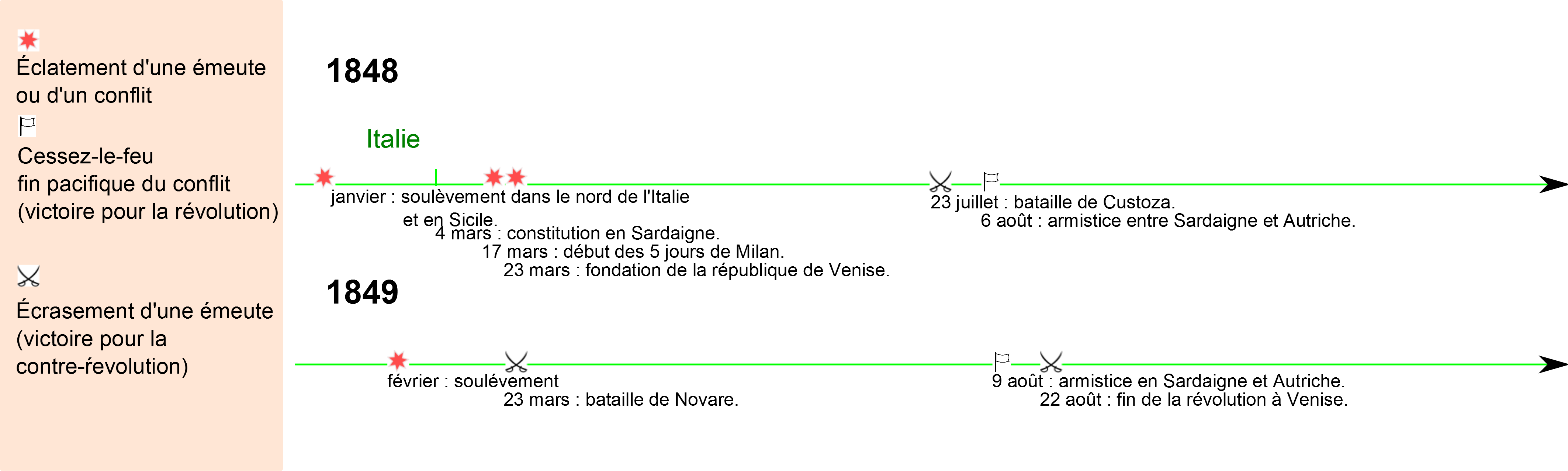
Frise chronologique de la révolution en Italie.

- 9 août : Traité de paix milanais entre l'Autriche et le royaume de Sardaigne[54].
- 13 août : Capitulation du gouvernement hongroise près de Világos[55].
- 22 août : Les troupes autrichiennes écrasèrent la république révolutionnaire de Venise. L'Italie du Nord fut de nouveau entre les mains autrichiennes[55].
- 2 octobre : Les derniers révolutionnaires hongrois capitulèrent face aux Autrichiens dans la forteresse de Komárom[56].

### Citations originales
1. ↑  (de) « Forderungen des Volkes »
2. ↑  (de) « Märzforderungen »
3. 1 2  (de) « Vorparlament »
4. ↑  (de) « Deutschlands Freiheit, Deutschlands Einigkeit »
5. ↑  (de) « in einen Bund von gleichberechtigten Völkern »
6. ↑  (de) « Reichsverfassungskampagne »
7. ↑  (de) « Rumpfparlament »

#### En allemand
- (de) Helmut Bleiber, Sabine Schötz (dir.) et Walter Schmidt, Akteure eines Umbruchs. Männer und Frauen der Revolution 1848., Berlin, Fides, 2004 (ISBN 3-931363-11-2)
- (de) Helmut Bleiber, Rolf Dlubek et Walter Schmidt (dir.), Demokratie und Arbeiterbewegung in der deutschen Revolution von 1848/49, Berlin, trafo, 2000 (ISBN 3-89626-226-2, lire en ligne)
- (de) Manfred Botzenhart, 1848/1849 Europa im Umbruch, Paderborn, Schöningh, 1998, 285 p. (ISBN 3-506-97003-8).
- (de) Hartwig Brandt, Europa 1815-1850, Stuttgart, Kohlhammer, 2002, 230 p. (ISBN 3-17-014804-4).
- (de) Peter Burg, Der Wiener Kongreß, Der Deutsche Bund im europäischen Staatensystem, Munich, Deutscher Taschenbuch Verlag, coll. « Deutsche Geschichte der neuesten Zeit », 1984, 200 p. (ISBN 3-423-04501-9)
- (de) Dieter Dowe, Heinz-Gerhard Haupt et Dieter Langewiesche (dir.), Europa 1848. Revolution und Reform, Bonn, J.H.W. Dietz Nachfolger, 1998, 1295 p. (ISBN 3-8012-4086-X)
- (de) Christof Dipper et Ulrich Speck, 1848 Revolution in Deutschland, Francfort-sur-le-Main et Leipzig, Insel Verlag, 1998 (ISBN 3-458-16894-X).
- (de) Friedrich Engels, Karl Marx und Friedrich Engels. Werke., t. 8, Berlin, Dietz, 1988 (ISBN 3-320-00611-8, lire en ligne)
- (de) Horst Stuke et Wilfried Forstmann (dir.), Die europäischen Revolutionen von 1848, Königstein, Athenäum-Hain-Scriptor-Hanstein, 1979, 235 p. (ISBN 3-445-01894-4)
- (de) Alfred Georg Frei et Kurt Hochstuhl, Wegbereiter der Demokratie. Die badische Revolution 1848/49. Der Traum von der Freiheit, Karlsruhe, G. Braun, 1997, 187 p. (ISBN 3-7650-8168-X)
- (de) Sabine Freitag (dir.), Die 48-er. Lebensbilder aus der deutschen Revolution 1848/49, Munich, C. H. Beck, 1998, 354 p. (ISBN 3-406-42770-7)
- (de) Lothar Gall, 1848, Aufbruch zur Freiheit, Berlin, Nicolaische Verlag, 1998 (ISBN 3-87584-677-X).
- (de) Walter Grab (dir.), Die Revolution von 1848/49. Eine Dokumentation, Munich, Nymphenburger, 1980 (ISBN 3-15-009699-5)
- (de) Rüdiger Hachtmann, Berlin 1848. Eine Politik- und Gesellschaftsgeschichte der Revolution, Bonn, J.H.W. Dietz Nachfolger, 1997, 1008 p. (ISBN 3-8012-4083-5)
- (de) Rüdiger Hachtmann, Epochenschwelle zur Moderne. Einführung in die Revolution von 1848/49, diskord, 2002, 254 p. (ISBN 3-89295-723-1, lire en ligne)
- (de) Klaus Herdepe, Die Preußische Verfassungsfrage 1848, Neuried, 2003 (ISBN 3-936117-22-5)
- (de) Christine Hesse, Revolution von 1848, Bonn, coll. « Information zur politischen Bildung », 2010 (lire en ligne), chap. 265
- (de) Wolfgang von Hippel, Revolution im deutschen Südwesten. Das Großherzogtum Baden 1848/49, Stuttgart, Kohlhammer, 1998, 408 p. (ISBN 3-17-014039-6)
- (de) Christian Jansen et Thomas Mergel (dir.), Die Revolutionen von 1848/49. Erfahrung - Verarbeitung : Deutung, Gœttingue, Vandenhoeck & Ruprecht, 1998, 281 p. (ISBN 3-525-01364-7)
- (de) Hans Jessen (dir.), Die Deutsche Revolution 1848/49 in Augenzeugenberichten, Dusseldorf, Karl Rauch, 1968, 424 p. (ISBN 3-423-00927-6)
- (de) Dieter Langewiesche (dir.), Die deutsche Révolution von 1848/1849, Darmstadt, Wissenschaftliche Buchgesellschaft, coll. « Wege der Forschung », 1983, 405 p. (ISBN 3-534-08404-7).
- (de) Günter Mick, Die Paulskirche. Streiten für Recht und Gerechtigkeit, Francfort-sur-le-main, Kramer, 1988, 382 p. (ISBN 3-7829-0357-9)
- (de) Wolfgang J. Mommsen, 1848 - Die ungewollte Revolution, Francfort-sur-le-main, Fischer Taschenbuch, 2000, 333 p. (ISBN 3-596-13899-X).
- (de) Thomas Nipperdey, Deutsche Geschichte 1800-1866. Bürgerwelt und starker Staat, Munich, C. H. Beck, 1994, 838 p. (ISBN 3-406-09354-X, lire en ligne).
- (de) Wilfried Reininghaus, Axel Eilts, Wilfried Reinighaus et Horst Conrad, Für Freiheit und Recht. Westfalen und Lippe in der Revolution 1848/49, Münster, Aschendorff, 1999, 294 p. (ISBN 3-402-05382-9), « Fünfzehn Revolutionsmonate. Die Provinz Westfalen vom März 1848 bis Mai 1849 »
- (de) Otto Rühle, 1848 - Revolution in Deutschland, Dresde, 1927 (ISBN 3-928300-85-7)
- (de) Wolfram Siemann, Die deutsche Revolution von 1848/49, Francfort-sur-le-main, Suhrkamp, 1985, 255 p. (ISBN 3-518-11266-X).
- (de) Ulrich Speck, 1848. Chronik einer deutschen Revolution, Francfort-sur-le-main, Insel, 1998 (ISBN 3-458-33914-0)
- (de) Veit Valentin, Geschichte der deutschen Revolution 1848-1849, Weinheim-Berlin, Beltz Quadriga, 1998, 662 p. (ISBN 3-88679-301-X, lire en ligne)
- (de) Heinz Rieder, Die Völker läuten Sturm : Die europäische Revolution 1848/49, Gernsbach, Casimir Catz, 1997 (ISBN 3-925825-45-2)
- (de) Heinrich August Winkler, Der lange Weg nach Westen. Deutsche Geschichte 1806–1933, vol. 1 : Deutsche Geschichte vom Ende des Alten Reiches bis zum Untergang der Weimarer Republik, Bonn, 2002, 652 p. (ISBN 3-406-46001-1, lire en ligne).

#### En anglais
- (en) Christopher Clark, Iron kingdom, The rise and fall of Prussia, 1600-1947, Munich, Pantheon, 2008, 896 p. (ISBN 978-3-570-55060-1).

#### En français
- Heinrich August Winkler (trad. de l'allemand par Odile Demange), Histoire de l'Allemagne XIXe-XXe siècle : Le long chemin vers l'Occident, Paris, Fayard, 2005, 1152 p. (ISBN 2-213-62443-7)